# 廊橋 (洛維奇)

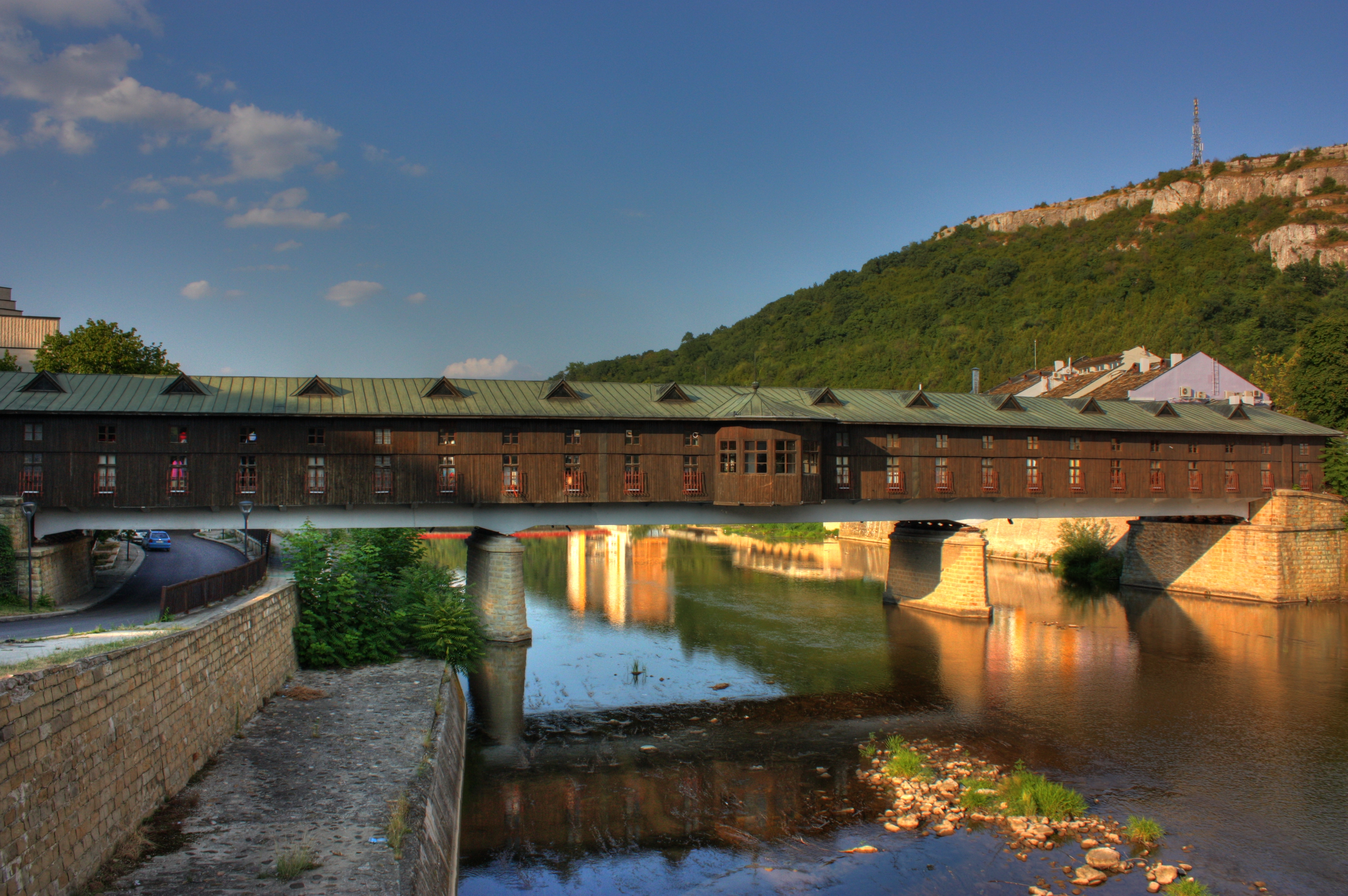
廊橋

廊橋是位於保加利亞城市洛維奇的一座橋樑。該橋橫跨奧薩姆河，連接洛維奇舊城和新城。橋樑造型十分獨特，是歐洲僅有的四座廊橋之一。廊橋是在1872年洪水沖毀舊橋之後興建。